# Taika (razdoblje)
Taika (japanski 大化, hiragana たいか) je razdoblje povijesti Japana mjereno po sustavu starinskog japanskog brojanja godina. Podrazdoblje je razdoblja Asuke. Trajala je od kolovoza 645. do veljače 650. godine,   za vrijeme carevanja cara Kōtokua.
Nakon Taike uslijedilo je razdoblje Hakuchi (650. – 654.).
Prva godina Taike bila je 645., odnosno japanski "Taika 1" (大化元年). Ime novog razdoblja kreirano je da bi se označilo početak carevanja cara Kōtokua. Prijašnje carevanje završilo je a novo je počelo u četvrtoj godini nakon početka carevanja carice Kōgyoku.
Od značajnijih događaja valja istaknuti da je već u prvoj godini sprovedena reforma (大化の改新, Taika no kaishin).

## Vanjske poveznice
- Kokkaijska knjižnica (Knjižnica japanskog nacionalnog parlamenta), "Japanski kalendar" -- povijesni pregled i ilustrirani prikazi iz knjižnične zbirke